# Andrzej Walczak
Andrzej Walczak (ur. 11 maja 1931 w Rawiczu, zm. 21 grudnia 2024 we Wrocławiu) – polski lekkoatleta specjalizujący się w rzucie oszczepem.
Pięciokrotny medalista mistrzostw kraju (dwukrotny wicemistrz w pięcioboju oraz dwukrotny wicemistrz i brązowy medalista w rzucie oszczepem), czołowy oszczepnik Polski lat 50. XX wieku. Siedem razy bronił barw narodowych w meczach międzypaństwowych (w latach 1954-1957). Rekord życiowy: 77,31 (19 sierpnia 1956 w Spale). 
Podczas kariery sportowej reprezentował kluby: SKS Świdnica (1949), Kolejarz Rawicz (1949-1950), Stal Wrocław (1951-1953), Kolejarz Wrocław (1954-1955), Odra Wrocław (1956-1957) i Burza Wrocław (od 1958).
Karierę sportową zakończył w roku 1959.